# Icadyptes salasi
Icadyptes salasi — викопний вид пінгвінів, що існував у пізньому еоцені (37-34 млн років тому).

## Скам'янілості
Частковий скелет пінгвінів знайдено в долині Уллуджая у відкладеннях формації Отума на південному заході Перу.

## Опис
Птах сягав заввишки до 1,5 м.